# Attagenus trifasciatus
Attagenus trifasciatus är en skalbaggsart som först beskrevs av Fabricius 1787.  Attagenus trifasciatus ingår i släktet Attagenus, och familjen ängrar. Arten har ej påträffats i Sverige.

## Bildgalleri

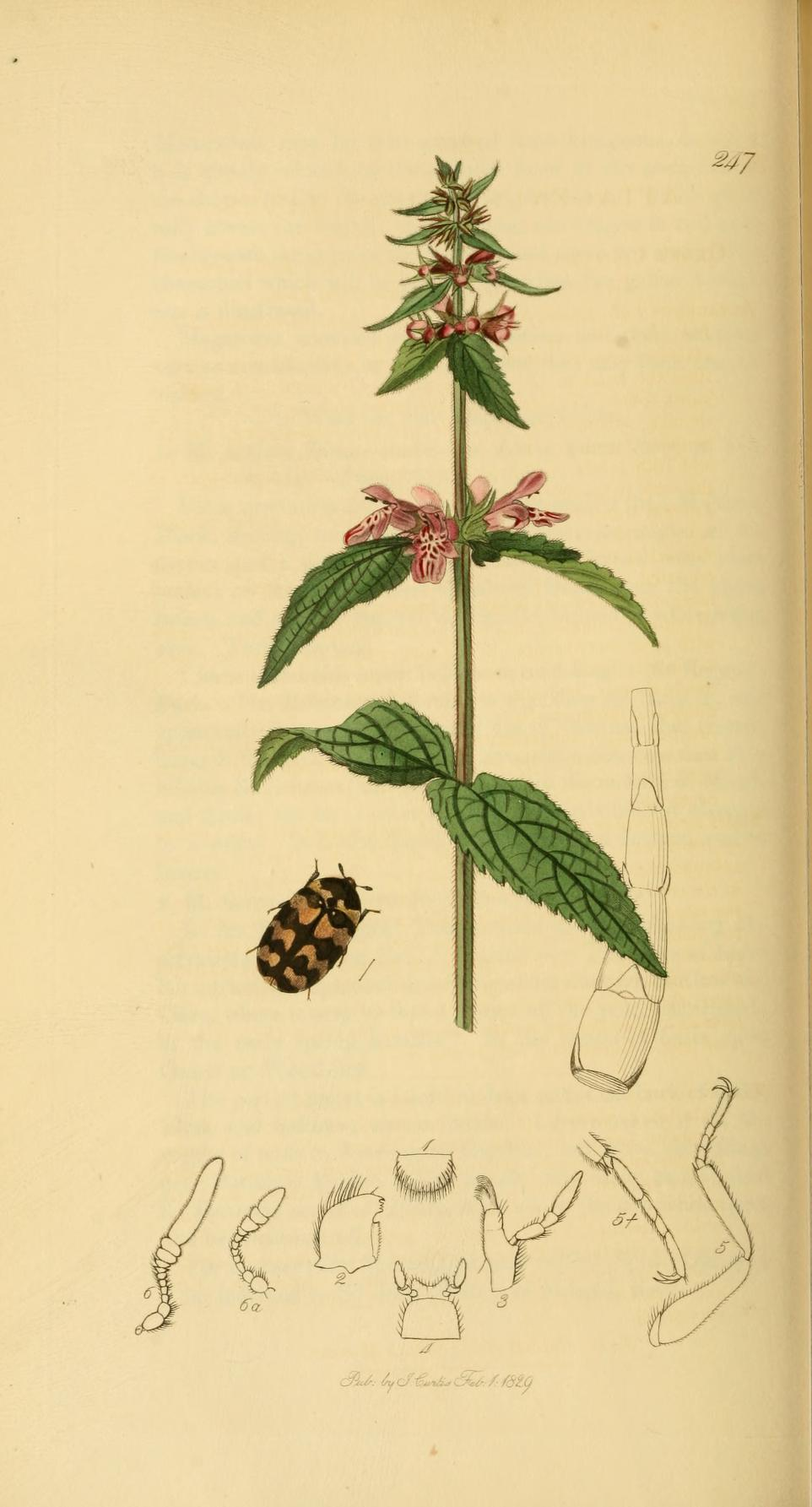